# سیارک ۴۶۹۲
سیارک ۴۶۹۲ (به انگلیسی: 4692 SIMBAD، نامگذاری:1983VM7) چهار هزار و ششصد و نود و دومین سیارک کشف شده‌است که در ۴ نوامبر ۱۹۸۳ کشف شد.
قدر مطلق سیارک برابر ۱۳٫۷۰ است.